# Kanako Otsuji
Kanako Otsuji (jap. 尾辻 かな子 Otsuji Kanako; ur. 16 grudnia 1974 w Osace) – japońska aktywistka i polityczka. W 2013 roku deputowana Izby Radców Japonii, oraz w latach 2017–2021 i ponownie od 2024 posłanka Izby Reprezentantów Japonii. Pierwsza otwarcie LGBT osoba w Parlamencie Japonii.

## Życiorys
Otsuji urodziła się 16 grudnia 1974 w Osace. W 1993 roku ukończyła szkołę średnią w Nagata-ku, dzielnicy Kobe w prefekturze Hyōgo. Studia pierwszego stopnia ukończyła na Uniwersytecie Kōchi na wydziale rolnictwa. Od 1997 roku studiowała również na wydziale handlu Uniwersytetu Dōshisha.
W 2000 roku odbyła staż w urzędzie miasta Osaka. Jest certyfikowaną pracownicą socjalną.
W 2006 roku wzięła udział w programie International Visitor Leadership Program prowadzonym przez Departament Stanu Stanów Zjednoczonych.

### Działalność polityczna
W wyborach samorządowych w Japonii w 2003 roku została wybrana członkinią rady Zgromadzenia Prefektury Osaka w okręgu wyborczym obejmującym Sakai. Została najmłodszą osobą wybraną w tych wyborach oraz tylko jedną z siedmiu kobiet w 110 osobowym organie. W trakcie kadencji, w 2005 roku, dokonała coming outu jako lesbijka, zostając pierwszą osobą w Japonii na tak wysokim stanowisku politycznym, która ujawniła się jako osoba LGBT. Nie wzięła udziału w kolejnych wyborach, jej mandat wygasł w kwietniu 2007 roku.

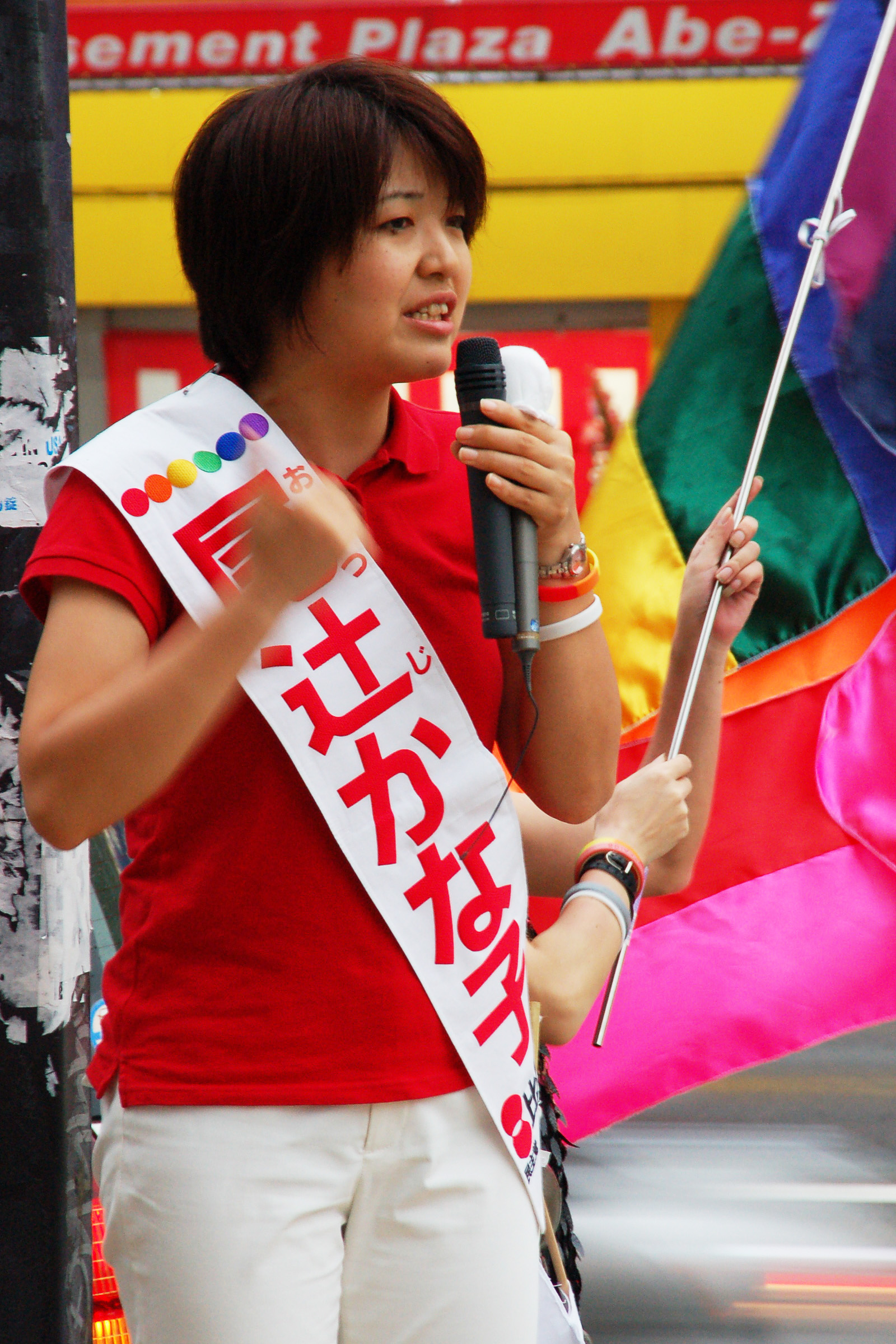
Kanako Otsuji w czasie wyborów w 2007 roku

Bez powodzenia wzięła udział w wyborach do Izby Radców w 2007 roku uzyskując 38 230 głosów. Również bez powodzenia kandydowała w wyborach parlamentarnych w 2012 roku z okręgu wyborczego obejmującego Osakę; uzyskała 46 378 głosów (22,5% wszystkich oddanych).
W 2013 roku, po rezygnacji ze stanowiska w Izbie Radców Japonii przez Kunihiko Muroi objęła jego mandat w izbie. Mandat objęła 23 maja 2013; ponieważ nie wystartowała w wyborach do Izby Radców w 2013 roku jej mandat wygasł pod koniec kadencji izby 28 lipca tego samego roku. Została pierwszą osobą LGBT w japońskim parlamencie.
W wyborach parlamentarnych w 2017 roku uzyskała mandat do Izby Reprezentantów Japonii z ramienia Konstytucyjnej Partii Demokratycznej. Została pierwszą osobą LGBT w Izbie Reprezentantów.
Po raz kolejny została posłanką Izby Reprezentantów w wyniku wyborów parlamentarnych w 2024 roku, ponownie z ramienia Konstytucyjnej Partii Demokratycznej. W izbie zasiadła w komitecie ds. infrastruktury, transportu i turystki oraz została przewodniczącą komitetu doraźnego do spraw konsumenckich.

### Aktywności sportowe
W 1992 roku zwyciężyła w krajowych mistrzostwach w karate w Japonii. W tym samym roku zwyciężyła w azjatyckich mistrzostwach juniorów w kumite (w grupie wiekowej 17 latków). Podczas nauki na Uniwersytecie Dōshisha brała udział w eliminacjach do Letnich Igrzysk Olimpijskich w 2000 roku w Sydney.
Posiada pierwszy dan w taekwondo oraz drugi dan w karate.

### Życie prywatne
W 2005 roku dokonała coming outu jako lesbijka w wydanej przez siebie książce pod tytułem カミングアウト～自分らしさを見つける旅. Została pierwszą osobą w Japonii na tak wysokim stanowisku politycznym, która ujawniła się jako osoba LGBT. 3 czerwca 2007 roku wzięła ślub z Maki Muraki.